# Mohrigia hippai
Mohrigia hippai är en tvåvingeart som beskrevs av Menzel 1995. Mohrigia hippai ingår i släktet Mohrigia och familjen sorgmyggor.
Artens utbredningsområde är Nepal. Inga underarter finns listade i Catalogue of Life.